# Плоский Поток
Плоский Поток (укр. Плоский Потік) — село в Полянской сельской общине Мукачевского района Закарпатской области Украины.
Население по переписи 2001 года составляло 269 человек. Почтовый индекс — 89311. Телефонный код — 3133. Занимает площадь 3,89 км². Код КОАТУУ — 2124084204.